# Пак Володимир Миколайович
Володи́мир Микола́йович Пак (10 жовтня 1946, Петрозаводськ, Карелія — 17 серпня 2008, Донецьк) — радянський та український журналіст. Головний редактор газети «Вечірній Донецьк» у 1999—2008 роках. Шаховий історик, автор багатьох статей і книг з історії шахів Донбасу, України і світу.

## Життєпис
Кореєць за походженням. Закінчив школу в Алма-Аті. Закінчив Казахський державний університет, фізичний факультет (1969); Донецький державний університет (1984), спеціальність «журналістика». З 1971 року жив у Донецьку. Протягом 1971—1978 років — учитель фізики та математики, СШ № 76 м. Донецька.
Кандидат у майстри спорту з 1968 року. Брав участь, а згодом організовував шахові турніри, сприяв проведенню понад 25 конкурсів із розв'язування шахових задач. Багато років був головою комісії пропаганди і агітації Донецької обласної федерації шахів. З 1976 року вів шаховий розділ у газеті «Вечірній Донецьк», з 1999 року став головним редактором газети. Опублікував багато матеріалів, присвячених історії розвитку шахового руху, зокрема Донбасу. Зібрав значний особистий архів шахової літератури і періодики. Його матеріали друкували такі видання, як «Комсомолець Донбасу», «Комсомольська правда», «Шахи в СРСР», «64», «Шахс».
Автор ряду книг: «Шахматы в шахтёрском крае», «Когда принцы становятся королями», «Шаховий король України», «100 выдающихся шахматистов XX века», «Руслан Пономарев. Путь чемпиона», «Сборник шахматных задач, этюдов, головоломок», «История матчей за звание чемпиона мира по шахматам», «Все чемпионы мира по шахматам», «Будущие шахматные короли», «Роберт Фишер. Парадоксы шахматного гения», «100 коротких шахматных партий», «Князь Мышкин шахматного царства» (у співавторстві), «Возмутитель шахматного мира» (у співавторстві), «Шахматные королевы и их соперницы» (у співавторстві).
Був почесним членом Національного союзу журналістів України. Володів корейською, казахською і німецькою мовами.
Дружина: Інна Костянтинівна Шалімова; син Олег — біолог; дочка Ольга — художниця.
Хворів на цукровий діабет, помер від інсульту 17 серпня 2008 року в Донецьку.